# Kare-Kare

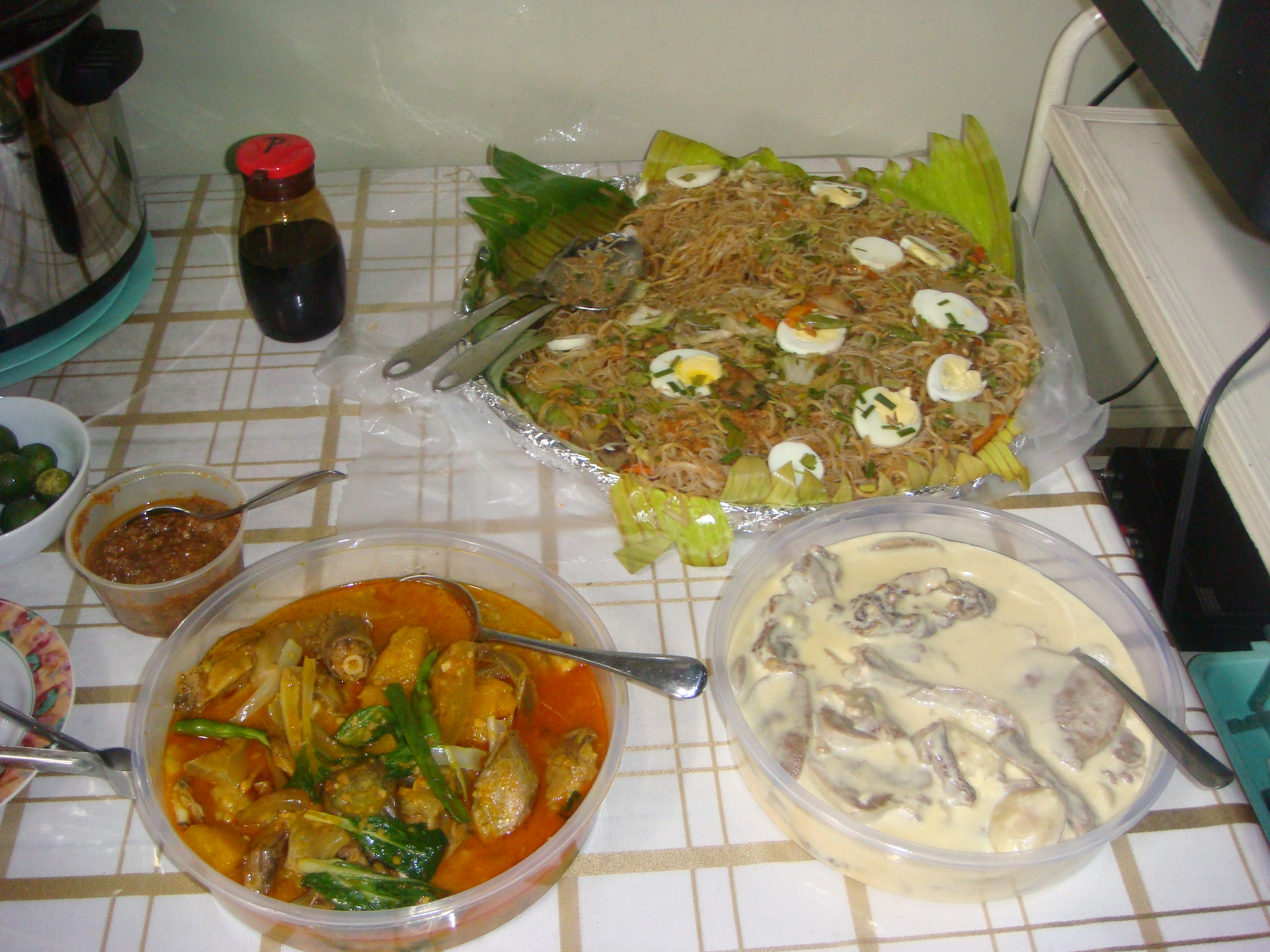
Kare-Kare (links), Zunge in weißer Sauce und Pancit (Reisnudeln)

Kare-Kare ist ein Eintopf der philippinischen Küche. Er wird aus Ochsenschwanz, Schweinshaxe, Kalbs- oder Schweinefüßen, Rindfleisch sowie manchmal auch Innereien zubereitet. Als Gemüse werden Auberginen, Chinakohl und verschiedene Bohnen verwendet. Gewürzt wird mit gemahlenen Erdnüssen oder Erdnussbutter, Zwiebeln und Knoblauch. Bei Tisch werden zu dem Gericht oft Shrimps-Paste und Kalamansisaft gereicht.
Der Eintopf wird in einfacheren Haushalten häufig als Teil einer traditionellen Festtafel angeboten. Er ist auch Bestandteil der Essenskultur der Filipino-Amerikaner, die die zweitgrößte asiatische Bevölkerungsgruppe der USA stellen.